# Radaljica
Radaljica (Servisch cyrillisch Радаљица) is een plaats in de Servische gemeente Novi Pazar. De plaats telt 152 inwoners (2002).